# Pyrrhobryum mauritianum
Pyrrhobryum mauritianum là một loài rêu trong họ Rhizogoniaceae. Loài này được (Hampe ex Besch.) Manuel mô tả khoa học đầu tiên năm 1980.